# Chaetodipus hispidus
Chaetodipus hispidus és una espècie de mamífer rosegador de la família dels heteròmids. Viu a Nord-amèrica, on la seva distribució s'estén des de Dakota del Nord (Estats Units) fins a l'estat de Mèxic (Mèxic). Els seus hàbitats naturals són els herbassars de pins i ginebres, les planes d'herba curta i mixta, els herbassars de mesquite, les praderies d'herba alta i les rouredes de serrat. És una espècie en risc mínim, és a dir, no sembla que hi hagi cap amenaça significativa per a la seva supervivència.